# NGC 3678
NGC 3678 ist eine Spiralgalaxie vom Hubble-Typ Sbc im Sternbild Löwe auf der Ekliptik. Sie ist schätzungsweise 321 Millionen Lichtjahre von der Milchstraße entfernt.
Das Objekt wurde am 13. April 1831 von John Herschel entdeckt.